# K808 White Tiger
K808/806 White Tiger (Белый Тигр) (кор. 백호/«Пэкхо»,Ханча: 白虎) — это семейство бронетранспортёров с колёсной формулой 8x8 и 6x6, разработанная компанией Hyundai Rotem в 2012 году. Южнокорейская армия объявила о плане приобретения 600 колесных БТР 6×6 и 8×8, чтобы помочь в создании сил быстрого реагирования по образцу боевых бригад США «Страйкер». Hyundai Rotem, (дочерняя компания Hyundai Motor Group), создала K808/806, конкурируя с Doosan Black Fox и Samsung Techwin MPV, и в конечном итоге выиграла соревнование.

## Разработка
9 мая 2016 года машины, официально обозначенные как K808 и K806, прошли окончательные квалификационные испытания, что позволило начать производство и развёртывание в следующем году; К 2023 году планировалось произвести 600 единиц. Колёсные машины были созданы для повышения мобильности и ударной мощи пехотных подразделений по сравнению с более медленными гусеничными машинами К200 и К21, при этом К808 предназначена для быстрого развёртывания войск и разведывательных задач на прифронтовой полосе, а К806 предназначена для мобильных ударных и разведывательных задач в тылу. Их колёсная конструкция делает их более подходящими для участия в миротворческих операциях ООН и продажи на экспорт.
Hyundai Rotem ожидало, что к октябрю 2016 года будет получен заказ на 16 низкопроизводительных серийных автомобилей, которые будут доставлены в Южнокорейскую армию для полевых испытаний, которые продлятся до конца 2017 года. Производство началось в 2018 году со скоростью 100 штук в год. Из 600 колесных бронемашин (WAV) на вооружении были приняты 100 К806 и 500 К808, получивших обозначения К806 и К808 соответственно. Хотя эти два варианта имеют много общих характеристик, они имеют разные концепции действий: 17,6-тонный K806 может выполнять функции тылового звена, такие как защита объектов и защита логистических конвоев, а 22-тонный К808 может вести высокоинтенсивные боевые действия вместе с основными боевыми танками К1А1 и К2.
В сентябре 2018 года администрация программы оборонных закупок объявила, что Hyundai Rotem начнёт массовое производство бронетранспортёров K806 и K808 позднее в этом же году.

## Дизайн
Двигатель расположен спереди с левой стороны, а водитель сидит рядом с двигателем справа. Десантное отделение находится в задней части и вмещает 10 полностью экипированных солдат плюс 2 члена экипажа. Войска входят и выходят из машины через заднюю автоматическую рампу и 4 люка в крыше.

### Защита
К808/806 имеет цельносварной бронированный корпус, обеспечивающий защиту от огня стрелкового оружия и осколков артиллерийских снарядов. Он может быть оснащен дополнительной броней для более высокого уровня защиты. Он также оснащен системой защиты NBC. Версия с колёсной формулой 8х8 более тяжелобронирована, чем версия с колёсной формулой 6х6.

### Двигатель
Первоначально на К808/806 устанавливался дизельный двигатель Hyundai мощностью 380 л. с., но позже этот двигатель был заменен другим двигателем Hyundai мощностью 420 л. с. с 7-ступенчатой коробкой передач и 2-режимной вторичной коробкой передач. Этот двигатель используется в конфигурации 8х8. Автомобиль оснащен автоматической системой управления трансмиссией, центральной системой подкачки шин и шинами Run-Flat. К808 является полностью амфибийной машиной и приводится в движение двумя водомётами, а К806 — нет.

### Вооружение
На бронемашине установлен дистанционно управляемый боевой модуль (ДУБМ), вооруженный 40-мм автоматическим гранатомётом или 12,7-мм пулемётом. На машину можно также установить двухместную башню, вооруженную 30-мм автоматической пушкой и спаренной с 7,62-мм пулемётом. Он также может иметь пилотируемый боевой модуль с 40-мм гранатомётом и 7,62-мм пулемётом. На вооружении Южнокорейской армии K806/K808 оснащён защищённым боевым модулем для одного человека, вооруженный крупнокалиберным пулемётом M2HB, а не ДУБМ, чтобы снизить затраты на приобретение, хотя компания может поставить такие системы по запросу.
В июне 2020 года Hanwha Defense получила контракт на поставку зенитной колесной артиллерийской системы (AAGW) для вооруженных сил РК, на шасси K808, оснащённое спаренными 30-мм пушками от ЗСУ K30 Biho. Она имеет большую дальность действия, чем система противовоздушной обороны «Вулкан» (VADS), которую она заменила. Развёртывание данных ЗСУ началось в декабре 2021 года и продолжится до начала 2030-х годов.

## Варианты
- KW1 — Медицинская эвакуационная машина на базе шасси 6х6.
- KW1 — Боевая бронированная машина на базе шасси 6×6.
- KW1 — Мобильная артиллерийская система, вооружённая 90-мм пушкой на базе шасси 6х6.
- KW2 — Бронетранспортёр с колёсной формулой 8×8 на базе шасси 6×6.[4]
- KW2 Юпитер — Машина огневой поддержки с колёсной формулой 8×8, вооружённая 120-мм артиллерийской установкой.
- KW2 — 30-мм зенитная самоходная артиллерийская установка на базе шасси 8х8.
- KW2 — 120-мм самоходный миномёт на базе шасси 8х8.
- KW2 — Командно-штабная машина на базе шасси 8х8.[16]
- KW2 — Самоходный ПТРК с ДУБМ с 30-мм автопушкой и двумя ПТУР Raybolt на базе шасси 8х8.[17]